# Юпітер (міфологія)
Юпі́тер (лат. Iūpiter або Iuppiter) — бог неба та грому, цар богів у давньоримській релігії та міфології. Юпітер був верховним божеством римської державної релігії протягом республіканської та імперської епох, поки християнство не стало панівною релігією в Імперії. У римській міфології він був порадником Нуми Помпілія, другого царя Риму, щодо встановлення принципів римської релігії, таких як приношення або жертвопринесення.
Вважається, що Юпітер постав як бог неба. Його знаряддям є блискавка, а головною священною твариною — орел який мав перевагу над іншими птахами під час отримання покровительства і став одним із найпоширеніших символів римської армії (див. Акіла). Ці два символа часто поєднувались, подаючи бога у вигляді орла, який тримає в кігтях блискавку, що часто можна побачити на грецьких і римських монетах. Як бог неба, він слугував свідком клятв, священної довіри, від якої залежить справедливість і правильна влада. Багато його функцій були сфокусовані на Капітолійському пагорбі, де розташовувалася цитадель Аркс. Його священним деревом був дуб.
Римляни вважали Юпітера подібним до грецького Зевса, а в латинській літературі та римському мистецтві міфи та іконографія Зевса адаптовані під ім'ям Іупітер. У грецькій традиції Юпітер був братом Нептуна і Діса Патера, римських еквівалентів Посейдона й Аїда. Кожен з них керував одним із трьох царств Всесвіту: небом, водою та підземним світом. Діспітер також був богом неба, який проявляв себе при денному світлі, зазвичай ототожнюючись із Юпітером. Бог Тінія зазвичай вважається його етруським двійником.

## Міфи та легенди
Більшість досліджень стверджує, що в найранішому періоді римської історії бракувало міфів, або ж оригінальна римська міфологія була безповоротно затуманена впливом грецької оповідної традиції. Після еллінізації римської культури, латинська література та іконографія інтерпретували міфи про Зевса в зображеннях та оповідях Юпітера. У легендарній історії Риму, Юпітер часто пов'язаний з царюванням.
Юпітер зображався близнюком Юнони в скульптурі в Палестрині, яка зображає годування богів Фортуною. Існує напис (також з Палестрини), який зазначає, що Фортуна Першонароджена була первісткою Юпітера. Жаклін Шампо вважає появу цього протиріччя  результатом послідовних різних культурних і релігійних фаз, в яких хвиля впливу, що надходить з еллінського світу, зробила Фортуну дочкою Юпітера. Дитинство Зевса є ключовою темою грецької релігії, мистецтва та літератури, проте зображення Юпітера-дитини є досить рідкісними та сумнівними.

## Культ Юпітера

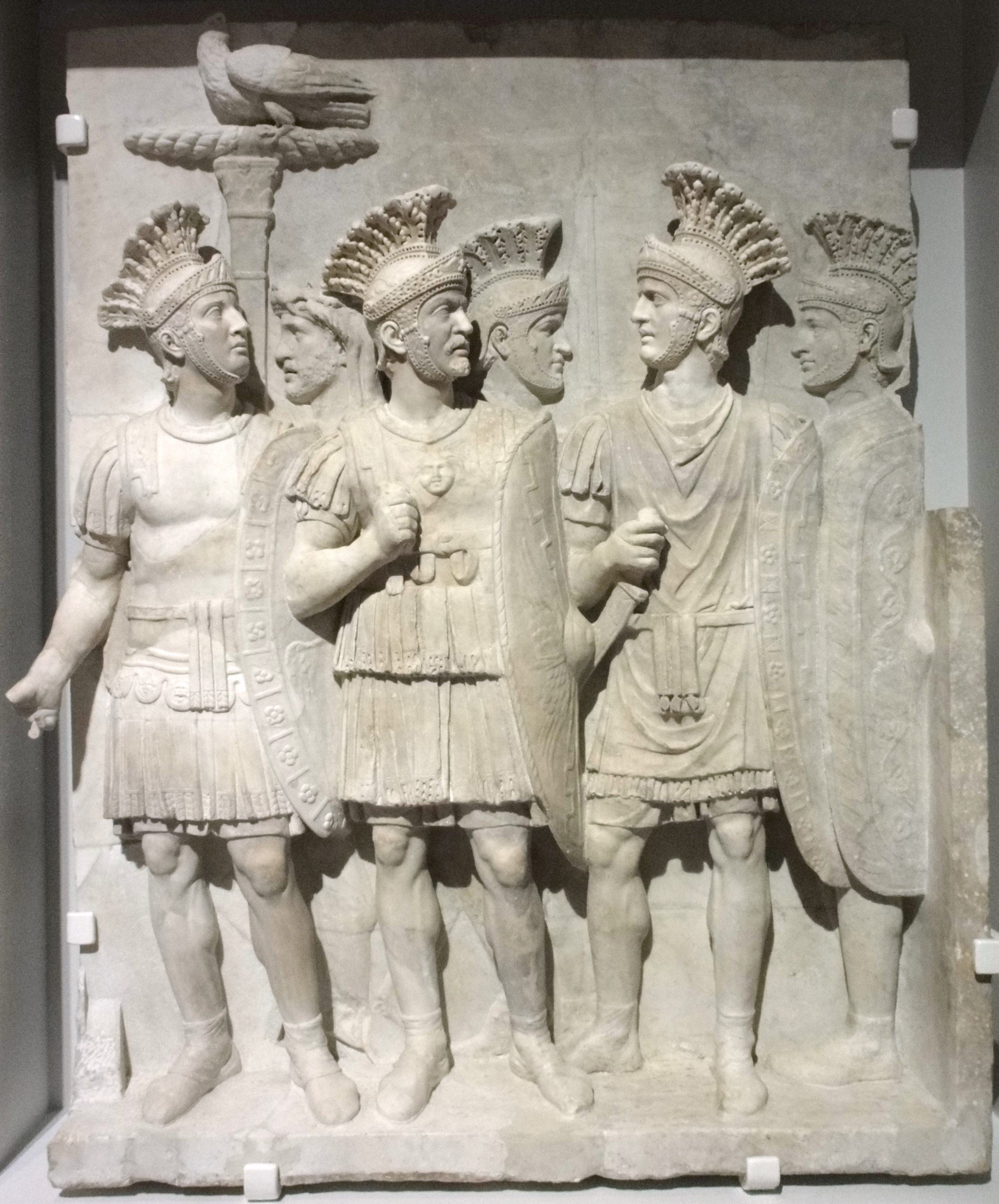
Декор Фрагмент тріумфальної арки: преторіанська гвардія, зображена на рельєфі з орлом, що схоплює блискавку пазурами; щодо римської еквівалентної форми Юпітера.

### Роль у державі
Римляни вважали, що Юпітер дарував їм верховенство, тому що вони шанували його більше, ніж будь-хто інший. Юпітер був «джерелом покровительства, на яке спиралися стосунки міста з богами». Він уособлював божественну владу вищих посад Риму, внутрішньої організації та зовнішніх відносин. Його зображення в республіканському та імператорському Капітолії носило регалії, пов'язані з древніми царями Риму, а також найвищі консульські та імперські почесті.
Консули клялися від імені Юпітера і вшановували його на щорічних феріях у Капітолії у вересні. Щоб подякувати йому за допомогу і заручитися його наступнуою підтримкою, вони принесли в жертву білого вола (bos mas) з позолоченими рогами. Подібну жертву робили тріумфальні генерали, які покладали знаки своєї перемоги біля ніг статуї Юпітера на Капітолії. Деякі вчені розглядали тріумфатора як втілення (або зображення) Юпітера в тріумфальній процесії.
Асоціація Юпітера з царством і суверенітетом була пееросмислена, коли римська форма правління змінилася. Спочатку Римом правили царі ; та після ліквідації монархії та створення республіки релігійні прерогативи були передані патрисам, правлячому класу патриціїв. Ностальгія за царством (affectatio regni) вважалася зрадою. Підозрюваних у монархічних амбіціях карали, незалежно від їхньої служби державі. У 5 столітті до нашої ери тріумфатор Камілл був відправлений у вигнання після того, як він керував колісницею з упряжкою з чотирьох білих коней (квадригою) — адже це була честь, зарезервована для самого Юпітера. Коли Марка Манлія, чий захист Капітолія від вторгнення галлів приніс йому ім'я Капітолін, був звинувачений у претензіях на царство, він був страчений як зрадник та скинутий зі скелі Тарпей. Його будинок на Капітолійському пагорбі був знищений і було постановлено, що жодному патрицію не дозволено жити там. Капітолійський Юпітер представляв продовження царської влади з періоду Царства і надавав владу магістратам, які вшановували його.
Під час конфлікту станів римські плебеї вимагали права бути на політичних та релігійних посадах. Під час свого першого сецесіо (подібного до загального страйку) вони відійшли з міста і погрожували заснувати своє власне. Коли вони погодилися повернутися до Риму, то дали на пагорбі, на якому вони виступили, присягу Юпітеру як символу та гаранту єдності римської res publica. Плебеї все таки отримали право на всі магістратури та більшість священницьких посад, але верховний жрець Юпітера (Flamen Dialis) залишався прерогативою патриціїв.

### Жрецтво Юпітера

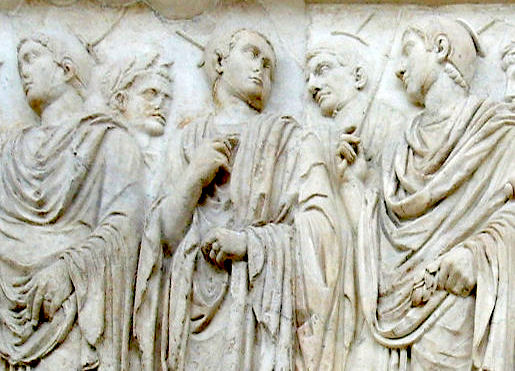
Фрагмент рельєфу з Августового вівтаря миру, на якому зображено членів колегії курули в загострених апексах.

Юпітеру служив патрицій Фламен Діаліс , верховний член фламени, колегії з п'ятнадцяти жерців офіційного громадського культу Риму, кожен з яких був присвячений певному божеству. Його дружина, Фламініка Діаліс, мала свої обов'язки і керувала жертвопринесенням баранів Юпітеру в кожну з нундін, «ринкових» днів календарного циклу, порівнянного з тижнем. Подружжя повинне було одружитись на спеціальній ритуальній конфарреації,, якавключала в себе жертву полби хліба для Юпітера.
Посада Фламена Діаліса була обмежена кількома оригінальними ритуальними заборонами, деякі з яких проливають світло на суверенну природу самого бога. Наприклад, фламен може зняти свій одяг або апекс (гострий капелюх) лише під дахом, щоб не показати себе голим на небі, тобто «наче під очима Юпітера» як бога небес. Щоразу, коли Фламініка бачила блискавку або чула грім (знаряддя Юпітера), їй не було дозволено продовжувати щоденні справи, поки вона не заспокоїть бога.
Деякі привілеї фламени Юпітера можуть відображати царську природу божества: вона користувалася курульним кріслом і був єдиним жерцем (сакердосом), перед яким стояв ліктор і мав місце в сенаті. Інші правила стосуються його ритуальної чистоти та його відсторонення від військової функції; йому було заборонено їздити на коні або бачити військо за межами священних кордонів Риму (померію). При тому, що він служив богу, який уособлював святість клятви, релігійно Діалісу не дозволялося давати клятву. Не було дозволено мати контакти з чимось мертвим чи пов'язаним із смертю: трупами, похоронами, похоронними вогнищами, сирим м'ясом. Ці обмеження відображають повноту життя і абсолютну свободу, які є рисами Юпітера.
Громадські авгури (Augures publici) були колегією священників, які були в курсі всіх інавгураційних і виконавчих церемоній, відомих як авгурити. Створення колегії традиційно приписували Ромулу. Ці авгури вважалися єдиними офіційними інтерпретаторами волі Юпітера, тому були особливо важливими для самого існування Римської держави, оскільки римляни бачили в Юпітері єдине джерело державної влади.
Феціали були групою з 20 чоловік, які були присвячені релігійному управлінню міжнародними державними справами. Їхнім завданням було зберегти і застосувати феціальний закон (ius fetiale) — складний комплекс процедур, спрямований на забезпечення захисту богів у відносинах Риму з іноземними державами. Юрітер Лапіс був богом, під захистом якого вони діюяли, і якого головний феціал (pater patratus) закликав при обряді укладання договору. Якщо відбувалося оголошення війни, феціал закликав Юпітера і Квіріна, небесних, земних і хтонічних богів, як свідків будь-якого потенційного порушення справедливості. Після цього він міг оголосити війну протягом 33 днів.
Дія феціалів перебували під юрисдикцією Юпітера як божественного захисника сумлінності. Кілька емблем колегії феціалів стосуються Юпітера. Так, Сілекс був каменем, який використовувався для жертвоприношення, що зберігався в храмі Юпітера Феретрія, як і їхній скіпетр. Священні трави (сагміна), які іноді називають вербеною, потрібно було брати з сусідньої цитаделі для їх ритуального використання.

### Юпітер і релігія в сецесії плебеїв
Роль Юпітера в конфлікті станів є відображенням релігійності римлян. З одного боку, патриції могли природно вимагати підтримки верховного бога, оскільки вони перебували під егідою держави. З іншого боку, плебс (плебеї) стверджував, що, оскільки Юпітер був джерелом справедливості, вони мали його прихильність, тому що їхня справа була справедливою.
Перша сецесія була викликана надмірним борговим тягарем плебсу. Юридичний інститут нексуму дозволив боржнику стати рабом свого кредитора. Плебс стверджував, що борги стали нестабільними через витрати війни, якої хотіли патриції. Оскільки Сенат не приєднався до пропозиції про повну ремісію заборгованості, висунутої диктатором та авгуром Манієм Валерієм Максимусом плебсу, який вийшов на Святу гору, розташовану за три римські милі до північного сходу Риму, повз номентанський міст на річці Аніо. Це вітряне місце зазвичай було місцем обрядів ворожіння, які виконували гаруспіки. Зрештою, сенат надіслав делегацію, що складалася з десяти членів, які мали повні повноваження щодо укладення угоди з плебсом, до складу якого входили Мененій Агріппа і Маній Валерій. Саме Валерій, згідно з написом, знайденим в Ареццо в 1688 році і написаним за наказом Августа, а також іншими літературними джерелами, зігнав плебс з гори після того, як сецесіоністи освятили її, нарікши територією Юпітера і побудували вівтар (ara) на її вершині. Страх гніву Юпітера за перебування на його святому місці був важливим елементом у вирішенні кризи. Освячення гори, ймовірно, стосувалося лише її вершини. Ритуал вимагав участі як авгура (імовірно, самого Манія Валерія), так і понтифіка.

## Галерея

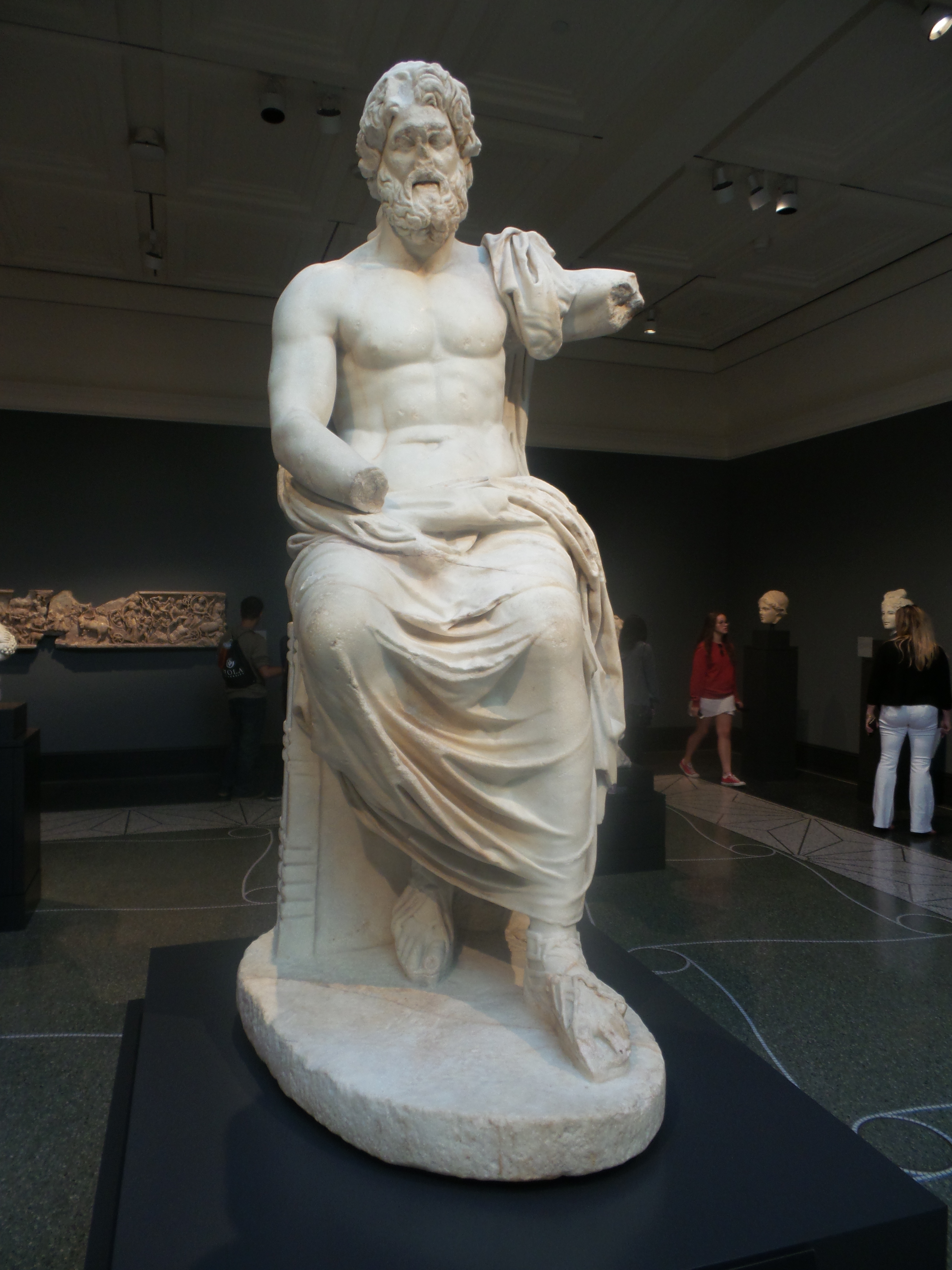
Монументальна статуя Юпітера 1-го сторіччя до Р. Х. Була знайдена у 1500-ті роки в імператорському палаці Вілла д'Есте у Тіволі біля Рима, як частина фонтана Дракона. Знаходиться у музеї Гетті (Вілла Гетті в Пасифік-Палісейдс, Каліфорнія)
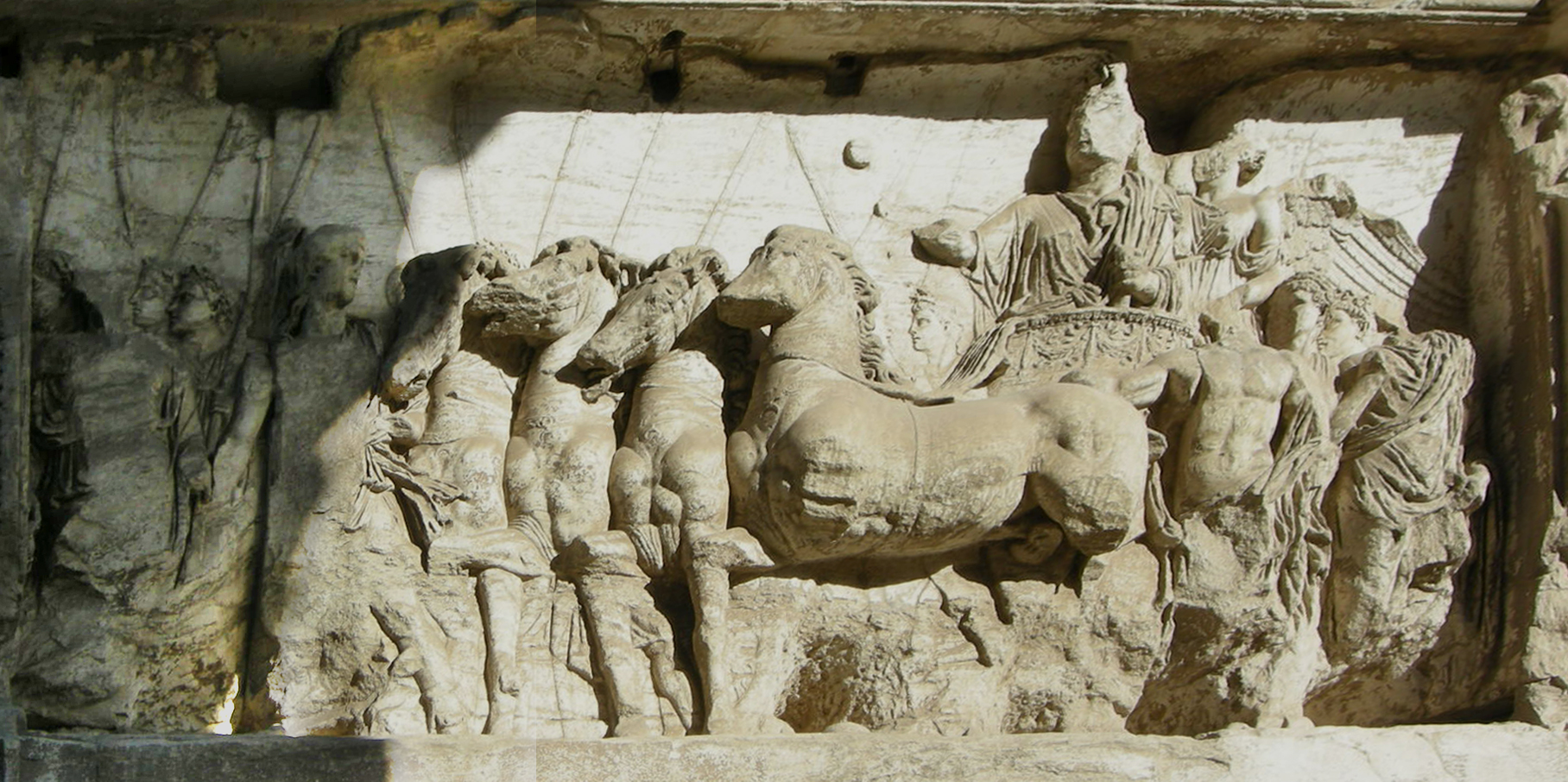
Тріумфатор у своїй чотириколісній колесниці, з Арки Тіта
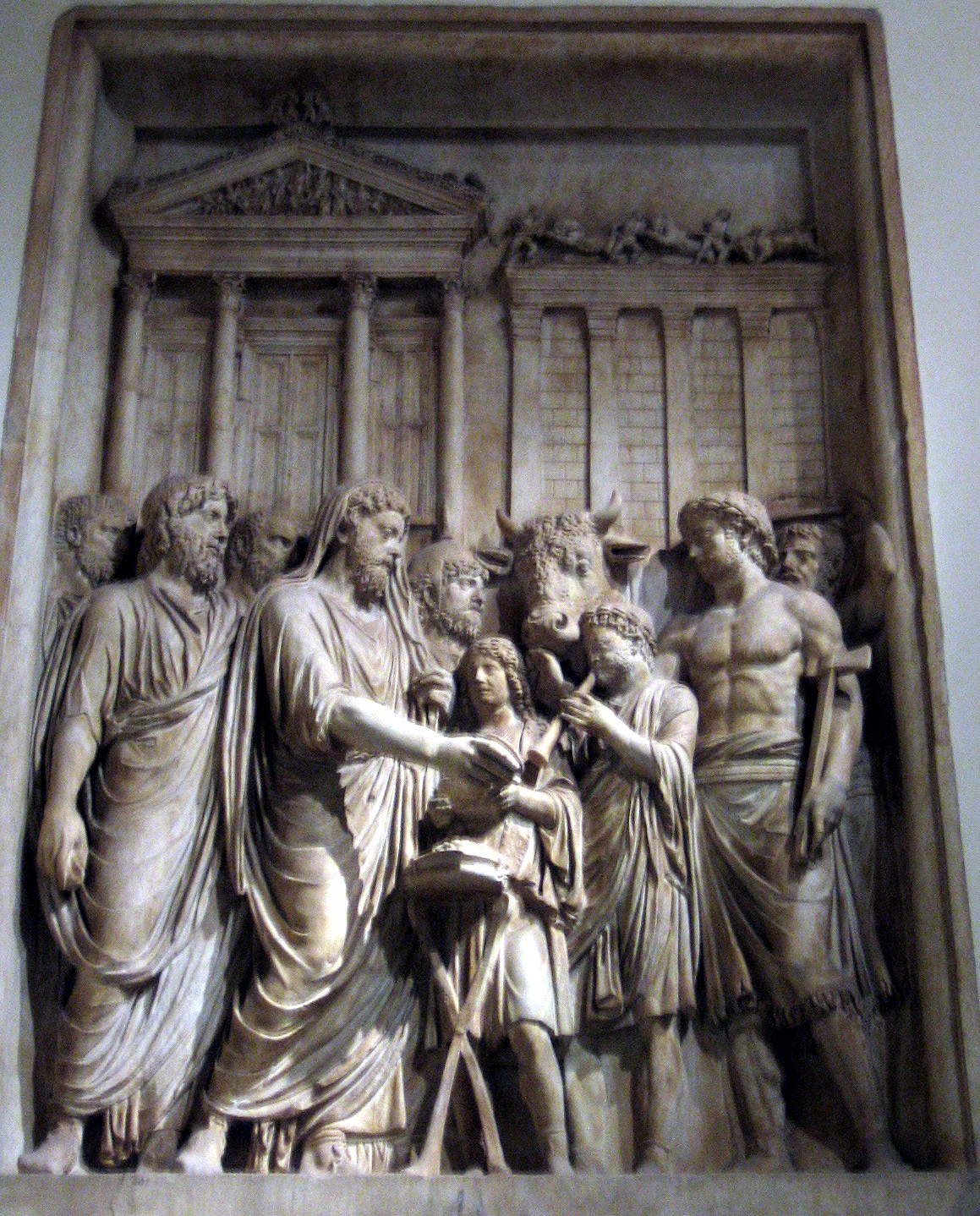
Імператор Марк Аврелій, зі своєю  сім'єю, приносить жертви за межами храму Юпітера Капітолійського після власних перемог у Німеччині (кінець 2 ст. н. е.). Капітолінський музей, Рим
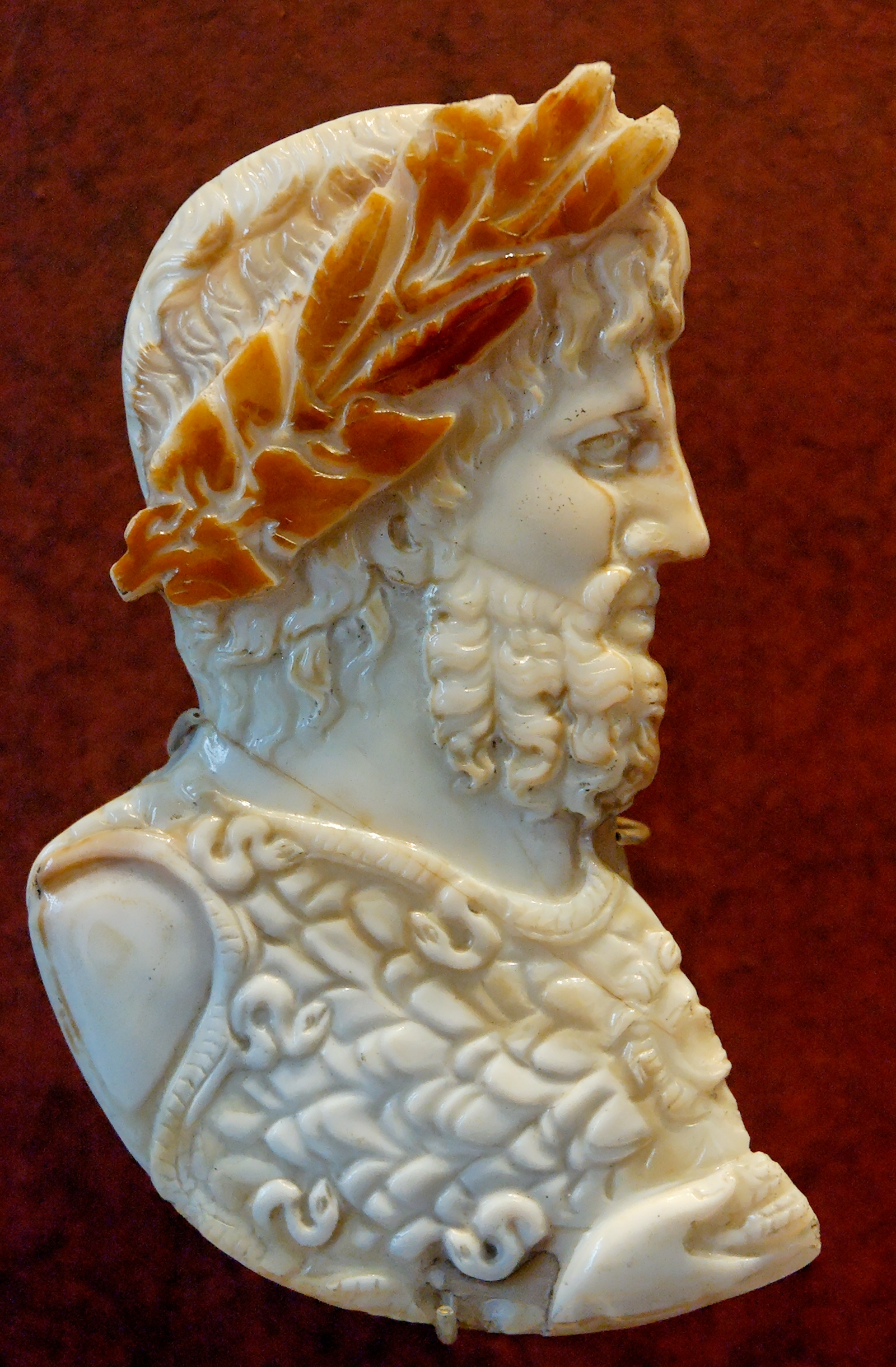
Голова Юпітера, увінчана лавром і плющем. Сардоніксова камея (Лувр)
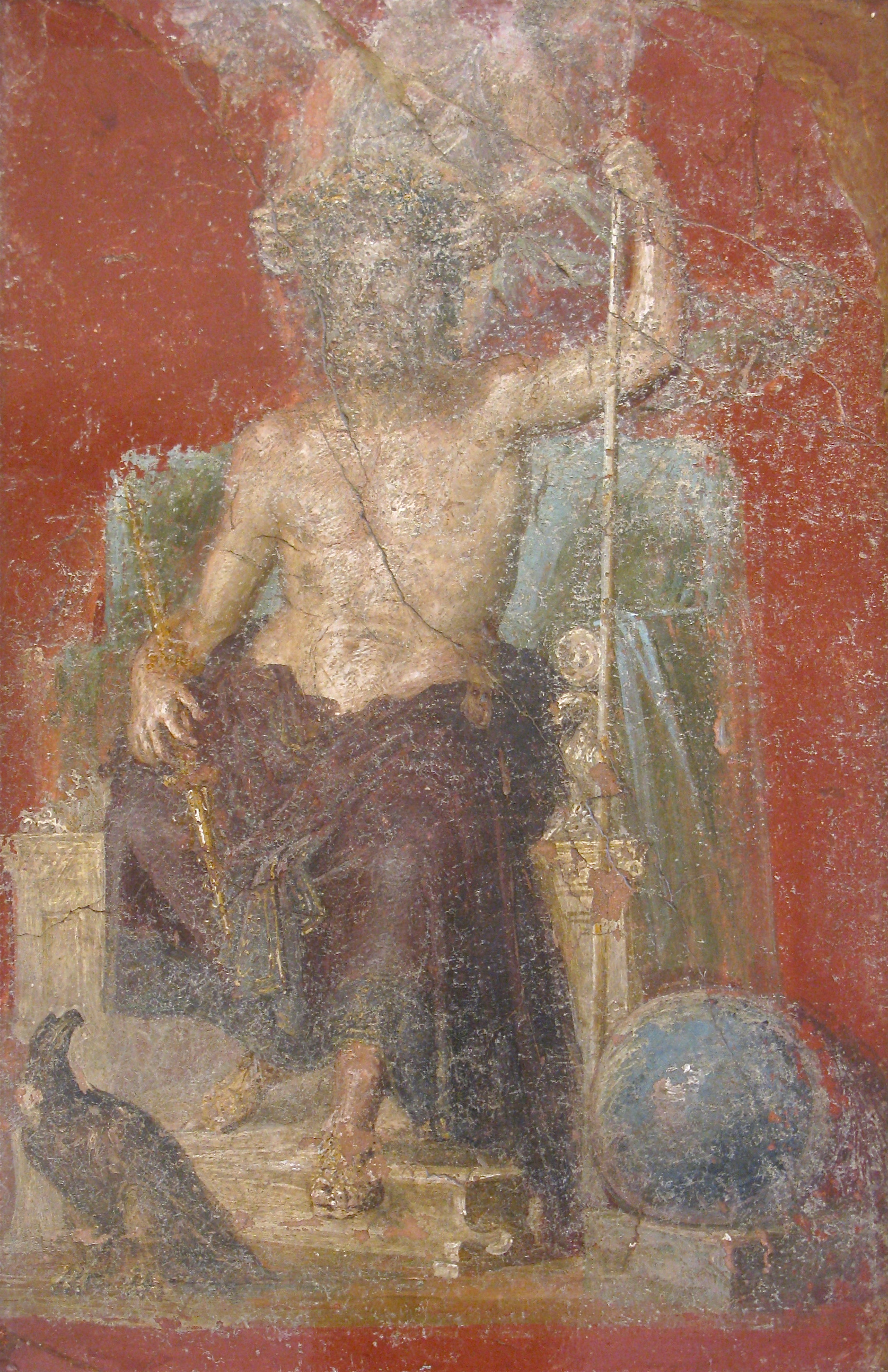
Юпітер на настінному розписі з Помпеї, з орлом і глобусом
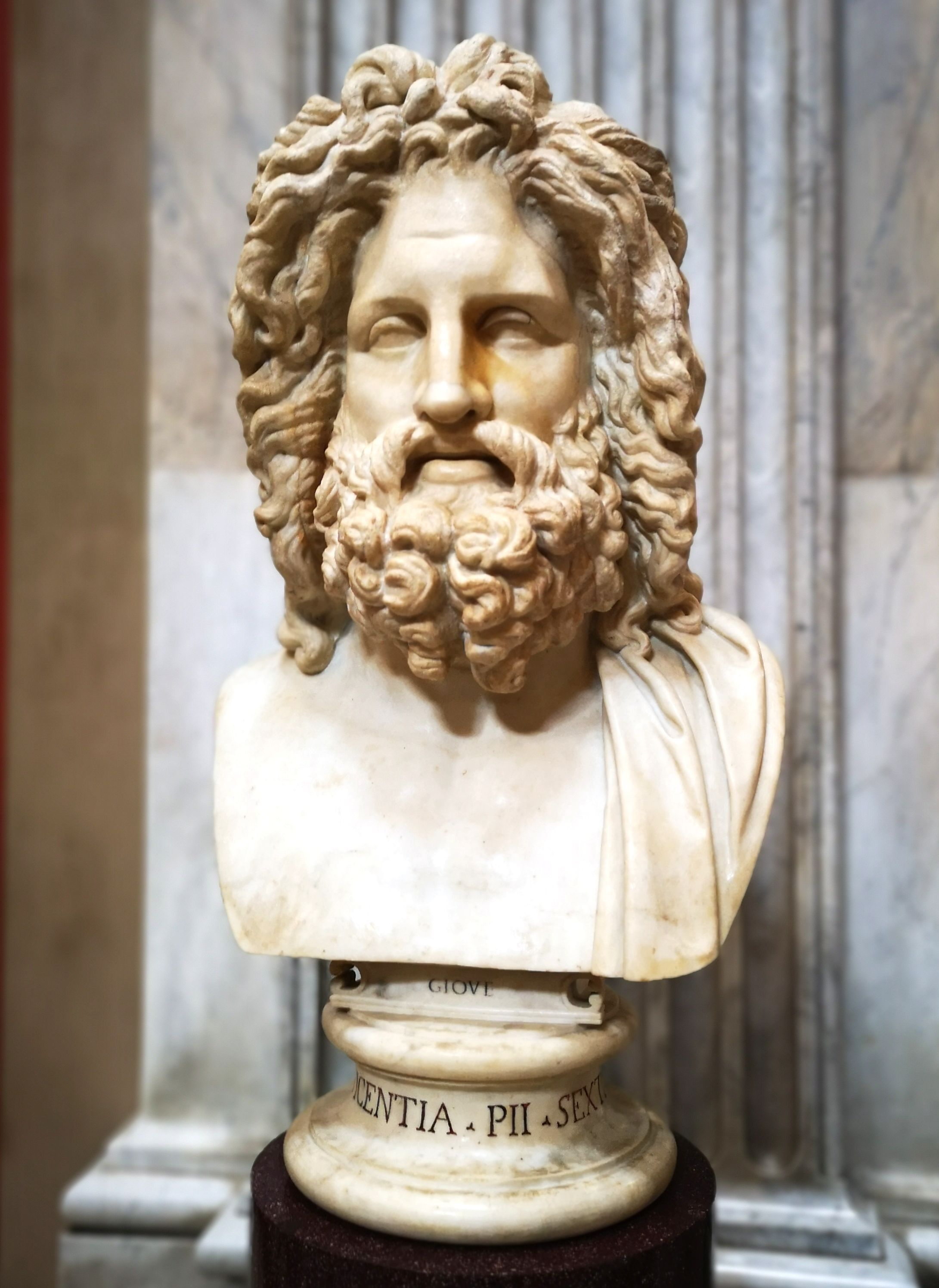
Бюст Юпітера, Ватикан, Рим.